# Franciscus Xaverius van Neveu

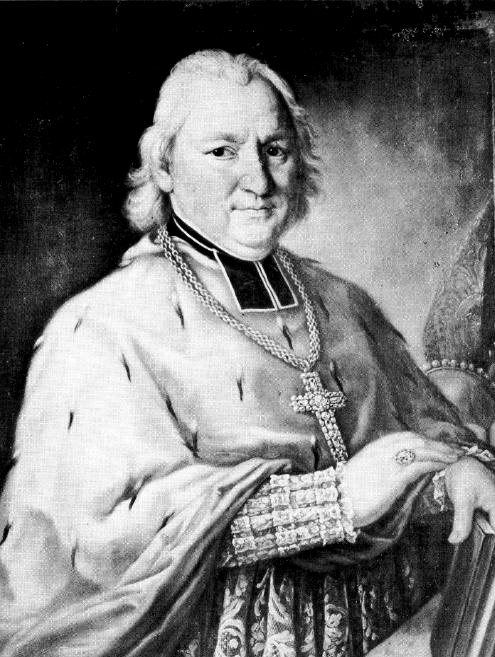
von Neveu, laatste prins-bisschop van Bazel

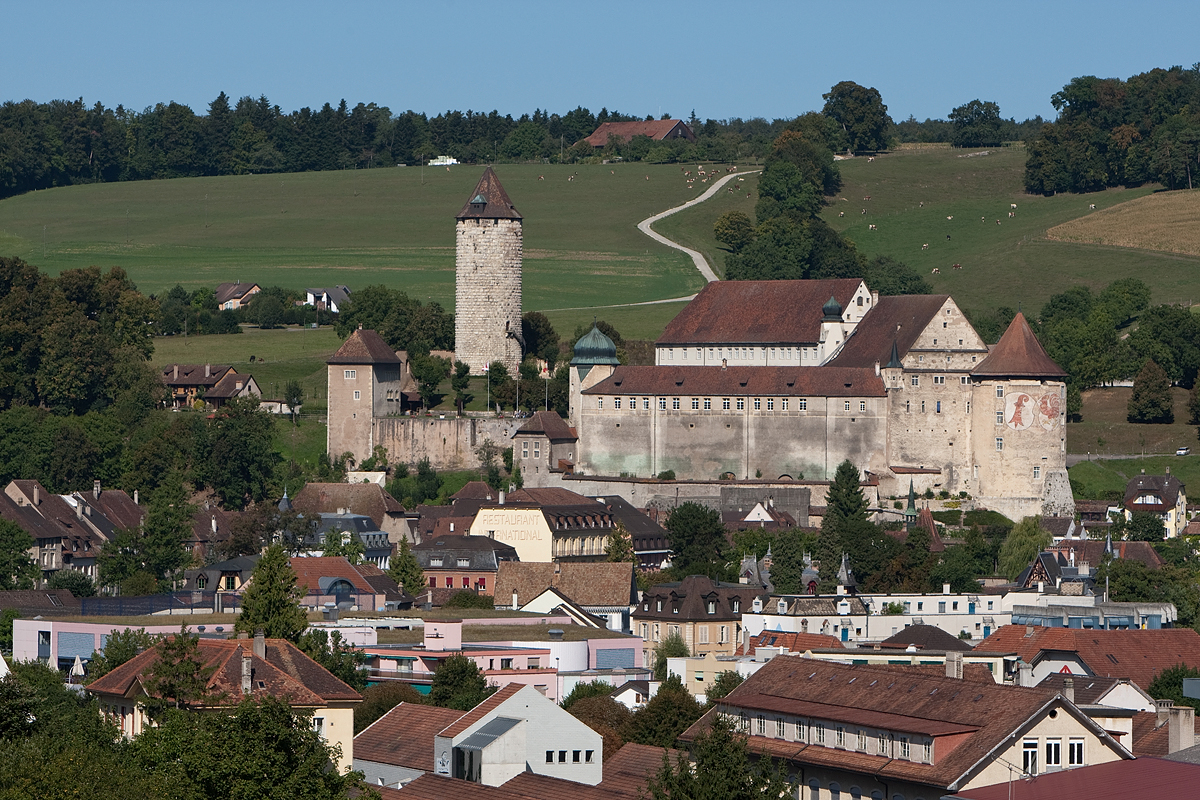
Prins-bisschoppelijk hof in Porrentruy, vandaag in de Jura bernois

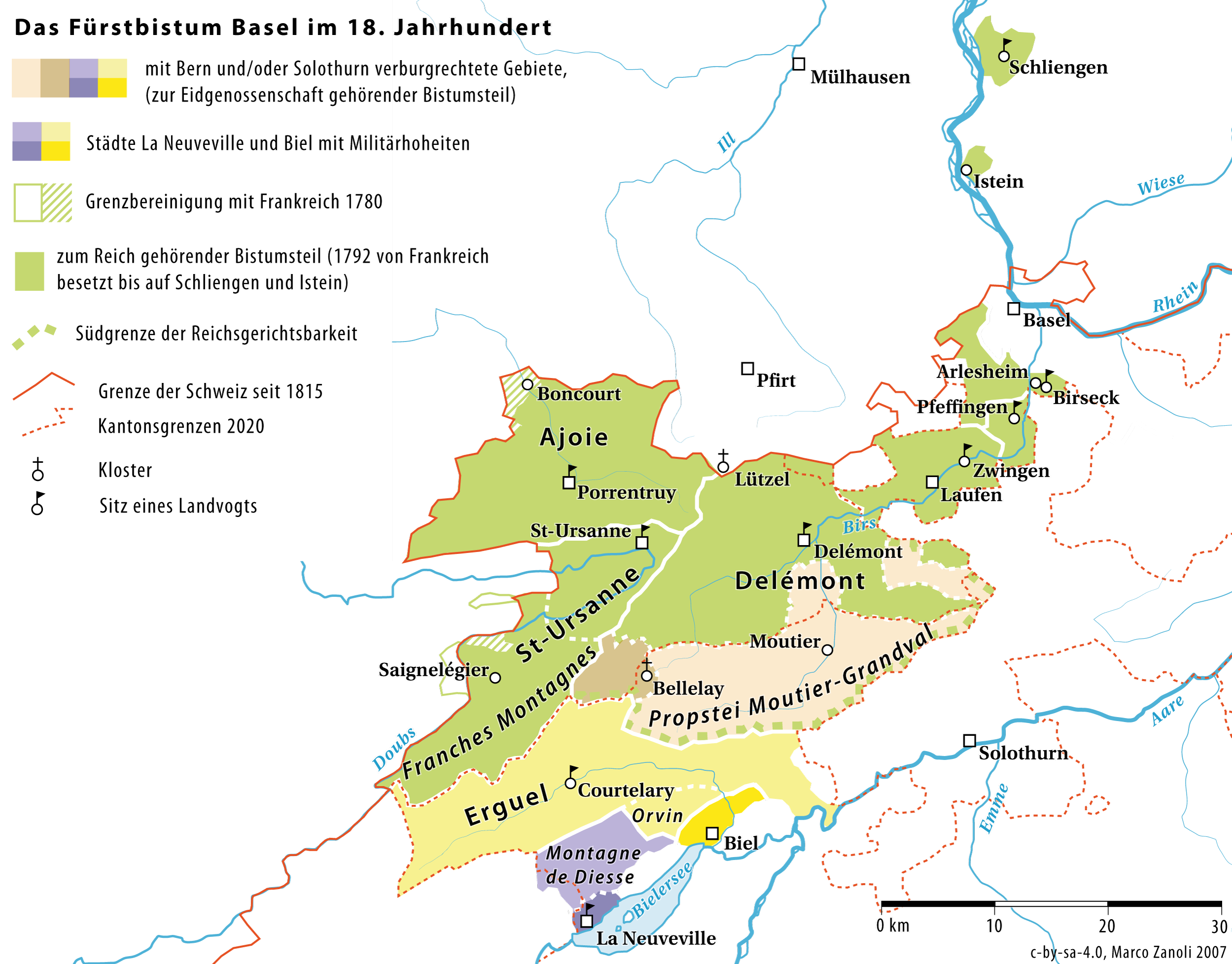
Prinsbisdom Bazel. von Neveu verloor eerst het Rooms-Duitse noorden (groen) en nadien het Zwitserse zuiden aan de Fransen.

Wapenschild van von Neveu

Franciscus Xaverius jonkheer van Neveu (Arlesheim, 26 februari 1749 – Offenburg, 23 augustus 1828) was de laatste prins-bisschop van Bazel (1794-1803); nadien was hij bisschop van Bazel tot zijn dood in 1828.

## Levensloop

### Prins-bisschop van Bazel
Neveu werd geboren op het Slot Birseck, vandaag Arlesheim nabij Bazel. Zijn vader was Franz Karl Ignaz jonkheer van Neveu, baljuw van de prins-bisschop van Bazel in Schliengen en Birseck. Zijn moeder was Maria Sophia Reuttner von Weil. Neveu volgde middelbaar onderwijs bij de Jezuïeten in Porrentruy (1762-1769), waarna hij theologie studeerde aan de universiteit van Straatsburg (1769-1777). De studententijd combineerde hij met een functie van hoveling aan het hof van de prins-bisschop van Bazel; het hof resideerde in Porrentruy en niet in Bazel. In 1777 werd Neveu tot priester gewijd en meteen tot pastoor in Offenburg (Zwabische Kreits), nabij Straatsburg, benoemd. In Offenburg volgde hij zijn oom op. In 1789 werd Neveu kanunnik in het kapittel van de kathedraal van Bazel. 
De Franse revolutionaire troepen marcheerden kort nadien in het prinsbisdom Bazel. Het kapittel nam de vlucht naar Arlesheim en nadien naar Freiburg. Prins-bisschop von Roggenbach stierf in ballingschap in Konstanz in 1794. Het kapittel in ballingschap verkoos Neveu tot nieuwe prins-bisschop. Neveu nam zijn intrek in het ballingsoord van Konstanz (1794). Hij werd er tot bisschop gewijd. Paus Pius VI en de Rooms-Duitse keizer Frans II, vorst van Voor-Oostenrijk (en dus van het prinsdom Bazel) gingen akkoord. Neveu had niet de steun van het hele kapittel, want hij heerste als vorst van Bazel niet over het hele territorium van het prinsdom. Hij werd daarom als een zwakke vorst aanzien. De Fransen hadden immers het noordelijke, Rooms-Duitse, deel bezet. Neveu heerste enkel over het zuidelijke deel van prinsbisdom Bazel dat in de Zwitserse Confederatie lag.  Het ging om het abdijgraafschap Moutier-Grandval, deze van de abdij van Bellelay, de heerlijkheid Erguel (vandaag plusminus de gemeente Sonvilier), de heerlijkheid Orvin, de Tessenberg in Berner Oberland, de stad Biel/Bienne en de heerlijkheid La Neuveville. Benedenwaarts de Rijn bezat hij de heerlijkheid Schliengen. De stad Bazel en haar omgeving bezat Neveu dus niet (noch zijn directe voorgangers). 
Neveu fungeerde, op bevel van de paus, als apostolisch administrator van het aartsbisdom Besançon in Frankrijk, waar geen Rooms-getrouwe bisschoppen zetelden (1795-1801). In 1797 veroverden de Fransen Zwitserland en verloor Neveu de zuidelijke Zwitserse territoria van het prinsbisdom. Dit gebeurde door de Vrede van Campo Formio tussen Frankrijk en Oostenrijk (1797). Neveu vluchtte naar Wenen, naar het hof van de Rooms-Duitse keizer Frans II. Neveu bleef prins-bisschop van Bazel maar bezat geen land. In 1803, met de Reichsdeputationshauptschluss, verloor Neveu ook zijn titel: het prinsbisdom Bazel werd afgeschaft; ook het Rooms-Duitse Rijk verdween kort nadien.

### Bisschop van Bazel
Het bisdom Bazel bleef als kerkelijke structuur bestaan doch functioneerde niet. Neveu ontving een jaarlijks pensioen van de Oostenrijkers. Neveu keerde terug naar Offenburg, thans gelegen in Baden, waar hij ooit pastoor geweest was. Hij bemoeide zich naast zijn parochie ook met de parochies van het bisdom Bazel meer in het zuiden gelegen. 
Met het Congres van Wenen (1814-1815) was er geen sprake meer van het prinsbisdom Bazel opnieuw op te richten. Neveu bleef bisschop van Bazel. Ondertussen onderhandelde de pauselijke nuntius in Luzern met de kantonnale regeringen van Bazel-Stad en Bazel-Land. Neveu was daar niet bij betrokken, alhoewel hij steeds loyaal aan Rome bleef. Neveu werd bijna 80 jaar oud. Dit liet voldoende tijd toe aan het Vaticaan en de Zwitserse overheid om besprekingen te voeren over het nieuw bisdom Bazel, wat nodig was gezien de vele territoriale wijzigingen. Neveu stierf in zijn parochie Offenburg in 1828. Kort voor zijn dood doekte het Vaticaan het bisdom Bazel in haar oude structuur van voor de Franse Revolutie op. Neveu werd de eerste bisschop van het nieuw ingerichte bisdom Bazel.